# Willem van Honthorst
Willem van Honthorst, född 1594, död 1666, var en nederländsk målare. Han var bror till Gerrit van Honthorst.
Honthorst målade historiebilder och porträtt, och var 1646-64 hovmålare i Berlin. Han samarbetade mycket med brodern, och hans porträttstil visar fullständig överensstämmelse med dennes; ofta använde han även broderns signatur.